# Luigi De Luca
Luigi De Luca (Napoli, 28 novembre 1857 – Napoli, 1938) è stato uno scultore italiano.

## Biografia
Nasce a Napoli nel 1857, da un'antica e agiata famiglia originaria di Licusati, che sacrifica due vite nei moti rivoluzionari cilentani del 1828. Per ritorsione le autorità borboniche confiscano gran parte dei beni immobili della sua famiglia, lasciandola in condizioni economiche precarie.
Maggiore di quattro fratelli abbandona presto gli studi per dedicarsi ad attività più remunerative, pur seguendo la sua naturale vocazione per l'arte in genere.
All'Istituto di Belle Arti di Napoli diviene allievo di Stanislao Lista, che intuisce le sue doti artistiche e lo valorizza adeguatamente.
Esordisce all'esposizione di Roma del 1883 con Lalla, opera ispiratagli dall'Assommoir di Zola.
Per la Salita al Pincio a Roma esegue il busto in marmo del generale “Enrico Morozzo della Rocca” (1883-1884) esposto a Torino nel 1884; due 1886 espone a Milano le statuette in bronzo A scuola e Filone.
Autore di ritratti e statuette in bronzo di gusto simbolista, all'inizio del Novecento risente del clima nouveau italiano.
Espone alla Promotrice di Belle Arti di Napoli dal 1880 al 1911 e a quella di Torino dal 1884; per le sue opere riceve premi e riconoscimenti in diverse esposizioni, sia nazionali che estere.
L'anno 1900 segna il suo ingresso all'Istituto di Belle Arti di Urbino (poi Scuola del Libro) come insegnante di scultura e direttore dello stesso dal 1901 al 1906.
Nel 1907 diviene professore presso l'Accademia di Napoli.
Per la sua città De Luca esegue i due gruppi bronzei della scalinata del Palazzo della Borsa, in piazza Giovanni Bovio, raffiguranti Il Genio che domina la forza e scolpisce il busto di Domenico Martuscelli (1922), collocato in piazza Dante, mentre per la Villa Comunale di Foggia realizza quello dello storico Pietro Giannone.
Per il Tribunale di Roma esegue la statua in bronzo di Gian Battista Vico (1906).
Nella sua intensa attività artistica esegue numerosi busti-ritratto, tra i quali spicca quello in bronzo del re Vittorio Emanuele III, conservato in una collezione privata.
Nella Galleria Nazionale d’Arte Moderna di Roma è conservata una testa di “Saffo” (1890). Le opere “Ad murenas” e “Schiava in vendita”, realizzate entrambe in bronzo, sono esposte presso la Galleria Nazionale di Capodimonte. Sempre nella città partenopea, nel museo di San Martino, sono conservate deliziose statuine da presepe.
Il De Luca è anche l'autore delle sculture poste sui monumenti ai Caduti di guerra dei comuni di San Giovanni Rotondo, Spadafora, Licusati e di Vallata (AV).
Il figlio, Giulio De Luca, fu un importante architetto e urbanista attivo nella propria città nel secondo dopoguerra.
De Luca è stato un membro dell'Ordine massonico Le Droit Humain.

## Opere (lista non esaustiva)
- Lalla (1883)
- Busto del generale Enrico Morozzo della Rocca (1884)- Roma, Salita al Pincio
- A scuola (1886)
- Filone (1886)
- Saffo (1890) - Galleria Nazionale d'Arte Moderna - Roma
- Busto di Giambattista Vico (1906)
- Busto di Diodato Borrelli (1909)
- Genio che domina la forza
- Busto di George Martin (1916) Tempio centrale del Droit Humain a Parigi.
- Busto di Domenico Martuscelli (1922)
- Busto di Pietro Giannone
- Scugnizzo in riva al mare (bronzo, 1887), Museo Nazionale di Capodimonte - Napoli
- Sogno Claustrale (gesso, 1890), Museo Nazionale di Capodimonte
- Ad murenas (bronzo, 1891) - Museo Nazionale di Capodimonte - Napoli
- Schiava in vendita (bronzo, 1893) - Museo Nazionale di Capodimonte - Napoli
- Fontana di Palazzo Spinelli, via dei Mille - Napoli
- Schiava in vendita (gesso), Museo del Circolo Artistico Politecnico- Napoli
- La Moglie di Putifarre (terracotta), Museo del Circolo Artistico Politecnico- Napoli
- Asceta (terracotta), Museo del Circolo Artistico Politecnico- Napoli
- Caricatura di Enrico De Leva (terracotta), Museo del Circolo Artistico Politecnico- Napoli
- Caricatura di Giovanni Pastore (terracotta), Museo del Circolo Artistico Politecnico- Napoli
- Santa Rita da Cascia (argento, 1928), Museo del Tesoro di San Gennaro
- La Vittoria Alata-Monumento ai Caduti di Guerra (bronzo,marmo, pietra, 1924) - San Giovanni Rotondo (FG)